# Gratkorn
Gratkorn ist eine Marktgemeinde mit 8279 Einwohnern (Stand 1. Jänner 2025) in der Steiermark nördlich von Graz im Bezirk Graz-Umgebung.

## Geografie
Gratkorn liegt an der Mur im Mittleren Murtal gegenüber (östlich) von Gratwein, nördlich von Graz, in der Steiermark. Im Osten der Gemeinde liegt mit der Hohen Rannach deren höchste Erhebung. Weitere markante Erhebungen sind der Eggenberg im Norden und der Kanzelkogel im Süden des Gemeindegebiets.
Gratkorn liegt im Gratkorner Becken, das sich zum Weststeirischen Riedelland hin öffnet und eine Weitung des Murtales bildet.

### Gemeindegliederung
Das Gemeindegebiet umfasst folgende fünf Ortschaften (in Klammern Einwohnerzahl Stand 1. Jänner 2025):
- Forstviertel (687) samt Jasen
- Freßnitzviertel (843)
- Kirchenviertel (6100) samt Dult, Gratkorn und Sankt Stefan
- Sankt Veit (143) samt Hart, Pail, Rannach und Schrauß
- Unterfriesach (506) samt Eggenfeld und Wörth

Die Gemeinde besteht aus den Katastralgemeinden Forstviertel, Freßnitz, Friesach-St. Stefan, Gratkorn-St. Veit ob Graz und Kirchenviertel.

### Nachbargemeinden
| Deutschfeistritz    | Peggau                                      | Semriach |
| Gratwein-Straßengel | Kompassrose, die auf Nachbargemeinden zeigt | Stattegg |
|                     | Graz                                        |          |

## Geschichte

### Gedenkkultur

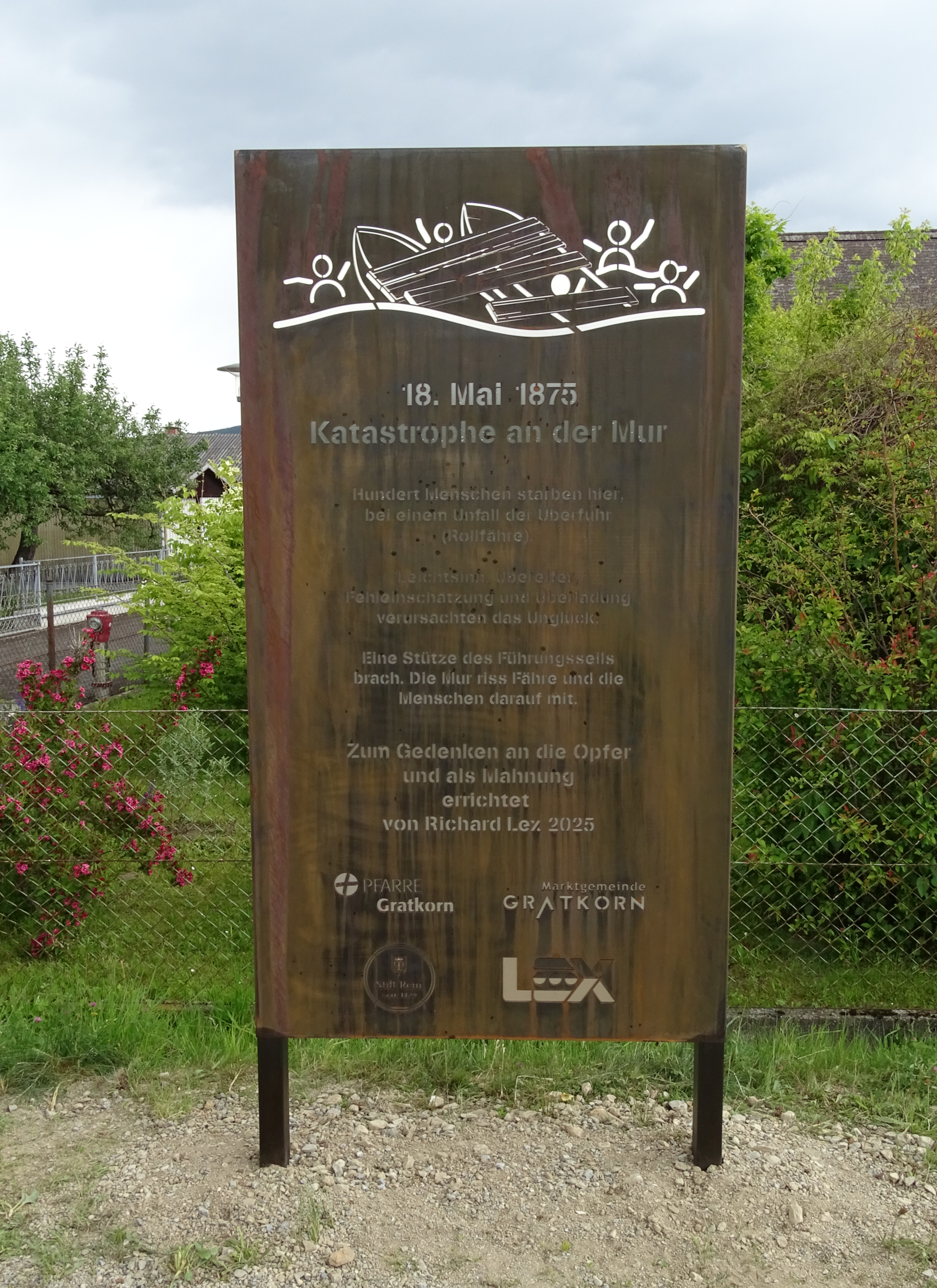
Das Denkmal an das Fährunglück auf der Mur im Jahr 1875

Am 4. April 1945 mussten ungarische Jüdinnen und Juden, die zuvor bei Stellungsbauten am „Südostwall“ eingesetzt wurden, von Anhaltelagern in Graz in Richtung Bruck an der Mur marschieren – sie befanden sich auf einem sogenannten Todesmarsch. Bei Gratkorn konnten einige der Häftlinge entfliehen. Sie bettelten bei der Bevölkerung um Nahrungsmittel, ehe sie von Soldaten der SS-Division „Wiking“, die damals in Gratkorn stationiert war, aufgegriffen, misshandelt, ermordet und verscharrt wurden. 69 Jahre danach, im November 2014, organisierte der damalige Journalismus-Student Maximilian H. Tonsern eine Gedenkveranstaltung. Gemeinsam mit dem Gratkorner Herwig Brandstetter und dem Menschenrechtspreisträger des Landes Steiermark, Manfred Oswald, gründete er daraufhin ein Aktionskomitee, welches sich als Impulsgeber für die Errichtung einer Gedenkstätte in Gratkorn verstand. Die Gemeinderatsmitglieder der Marktgemeinde Gratkorn, vertreten durch den Bürgermeister Helmut Weber, stimmten einstimmig für die Errichtung einer Gedenkstätte. So konnte diese feierlich am 4. April 2016 eingeweiht werden. Direkt vor der Gemeinde stehend erinnert nun ein Gedenkstein in vier Sprachen (Hebräisch, Ungarisch, Englisch und Deutsch) an die Massaker in Gratkorn, eine daneben befindliche Informationstafel gibt Auskunft über den geschichtlichen Hintergrund der Todesmärsche durch die Steiermark.
Am 18. Mai 2025 wurde am Standort der ehemaligen Fährverbindung zwischen Gratkorn und Judendorf-Straßengel ein Denkmal für die hundert Menschen errichtet die hier beim Fährunglück von 1875 ihr Leben verloren. Diese Menschen waren Teil einer Wallfahrt nach Maria Straßengel und die überladene Fähre kenterte in der Hochwasser führenden Mur. Nur wenige der mitfahrenden Menschen, darunter der Pfarrer und der Fährmann überlebten das Unglück.

## Kultur und Sehenswürdigkeiten
- Burg Lueg
- Burg Velgau

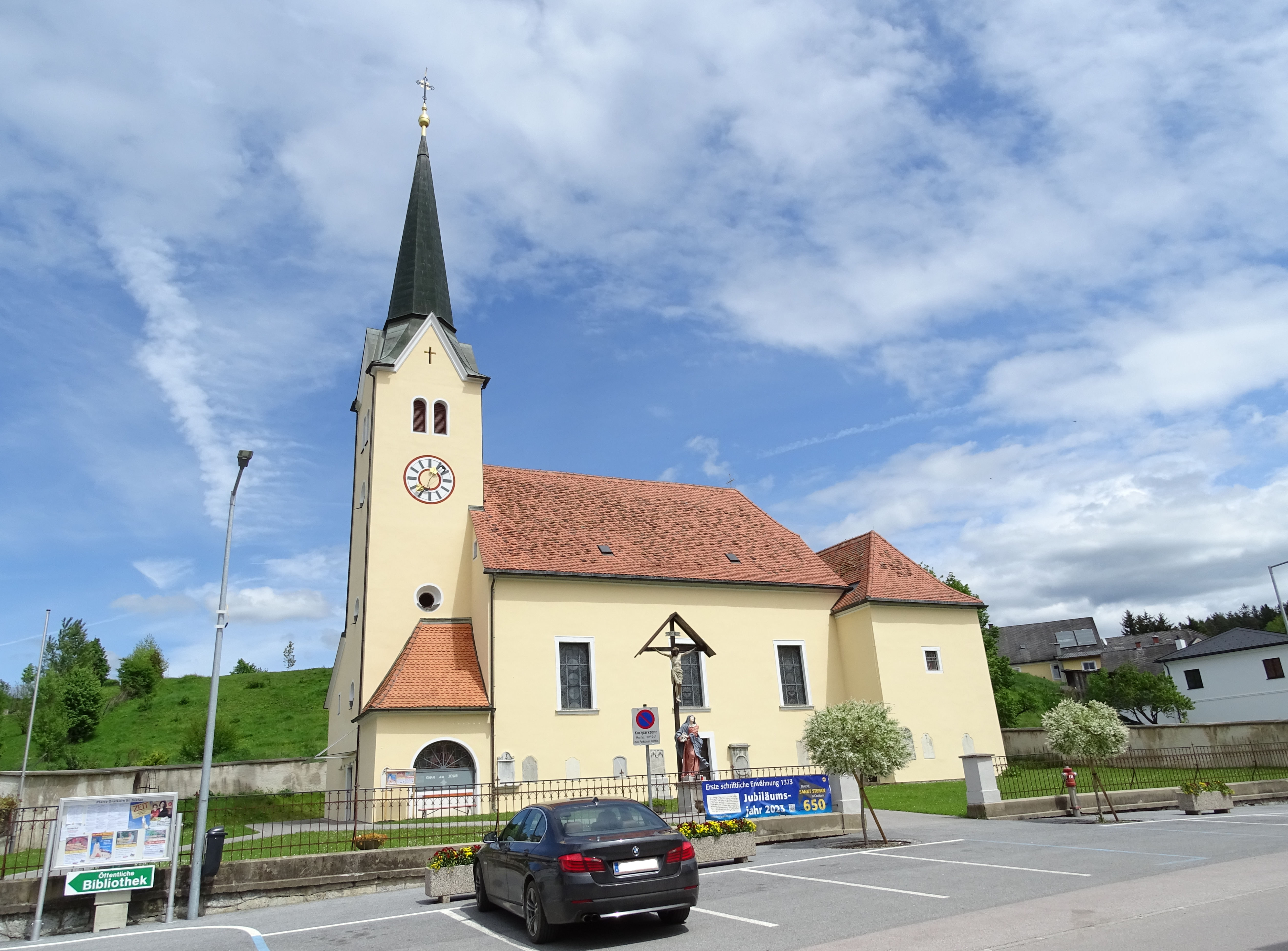
Pfarrkirche Gratkorn

- Katholische Pfarrkirche Gratkorn hl. Stephanus
- Ehemalige Evangelische Michaelskirche

## Wirtschaft und Infrastruktur

### Unternehmen
Größter Arbeitgeber ist die Firma Sappi Austria Produktions-GmbH & Co KG. Weiters zu erwähnen sind Concept Technologie GmbH, Philips Semiconductors (seit 1. Oktober 2006: NXP Semiconductors),Trinkl Transporte Ges.m.b.H., Christof Group. Weiters befindet sich in Gratkorn eine Autoteststrecke von AVL List.
Bisher nützt die Papierfabrik Sappi ein von einem Werkskanal gespeistes Wasserkraftwerk. Seit 2021 bauen Verbund AG und Energie Steiermark an einem Murkraftwerk Gratkorn. Seit einigen Jahren liefert eine Leitung aus der Papierfabrik Sappi ausgekoppelte Wärme via Übergabestation in Graz-Andritz in das Fernwärmenetz der Stadt.

### Verkehr
- Straße: Durch die Nähe zu Graz ist Gratkorn sehr verkehrsgünstig gelegen. Durch das Gemeindegebiet führt die Pyhrn Autobahn (A 9), die über die Anschlussstellen Gratkorn-Nord (170) und Gratkorn (173) erreicht werden kann. Im Gemeindegebiet befinden sich zwei Tunnel im Verlauf der A 9: der Tunnel Nord mit rund 650 Meter Länge und der Tunnel Süd mit etwa 800 Meter Länge. Die Grazer Straße (B 67) verläuft direkt durch das Gemeindegebiet.
- Bahn: Der Bahnhof von Gratkorn liegt unter dem Namen Gratwein-Gratkorn circa 1 Kilometer entfernt in der Nachbargemeinde Gratwein und bietet Zugang zur Südbahn mit stündlichen S-Bahn-Zügen (S1). Außerdem verkehren Linienbusse nach Graz.
- Flugverkehr: Der Flughafen Graz ist circa 22 km entfernt.
- Flussverkehr: Historisch erfolgte der Transport von Bauholz durch Flößen auf der Mur und der Antransport von Prügeln für die Papierindustrie durch Schwemmen.

### Öffentliche Einrichtungen
Die Marktgemeinde Gratkorn verfügt über einige Einrichtungen für die Einwohner. Bücherei, Jugendzentrum, Kinderfreundebad, mehrere Kindergärten, Musik- und Kunstschule, Nachmittagsbetreuung, Sporthalle, Sportstadion, …
Des Weiteren befindet sich dort die Hackher-Kaserne des Österreichischen Bundesheeres. In ihr sind Teile des Versorgungsregiments 1 (VR1), das sich aus der Kirchner-Kaserne in Graz und der Hackher-Kaserne in Gratkorn zusammensetzt, stationiert.

### Bildung
Es befinden sich zwei Volksschulen (seit 2024  eine neue große Volksschule) sowie eine Mittelschule in der Gemeinde. Die Polytechnische Schule ist ebenfalls ein Bestandteil der Bildungslandschaft. Weiterführende Schulen sind schnell erreichbar (Graz, Rein).

### Sport
Der im Ort ansässige Fußballverein FC Gratkorn spielt zurzeit in der fünfthöchsten österreichischen Spielklasse, der Oberliga Mitte-West.
Weiters findet sich in Gratkorn auch ein Basketballverein, welcher eine Sektion von ATUS Gratkorn ist. Die Herrenmannschaft des ATUS Gratkorn, die G-State Scorpions, spielte in der Saison 2009/2010 in der 2. Basketball-Bundesliga (Österreich), wo sie am Ende der Saison den 6. Platz belegten. Die Damenmannschaft, die G-State Scorpion Ladies, spielt derzeit in der österreichischen Frauenbasketballliga (Austrian Women Basketball League, kurz AWBL).

## Politik

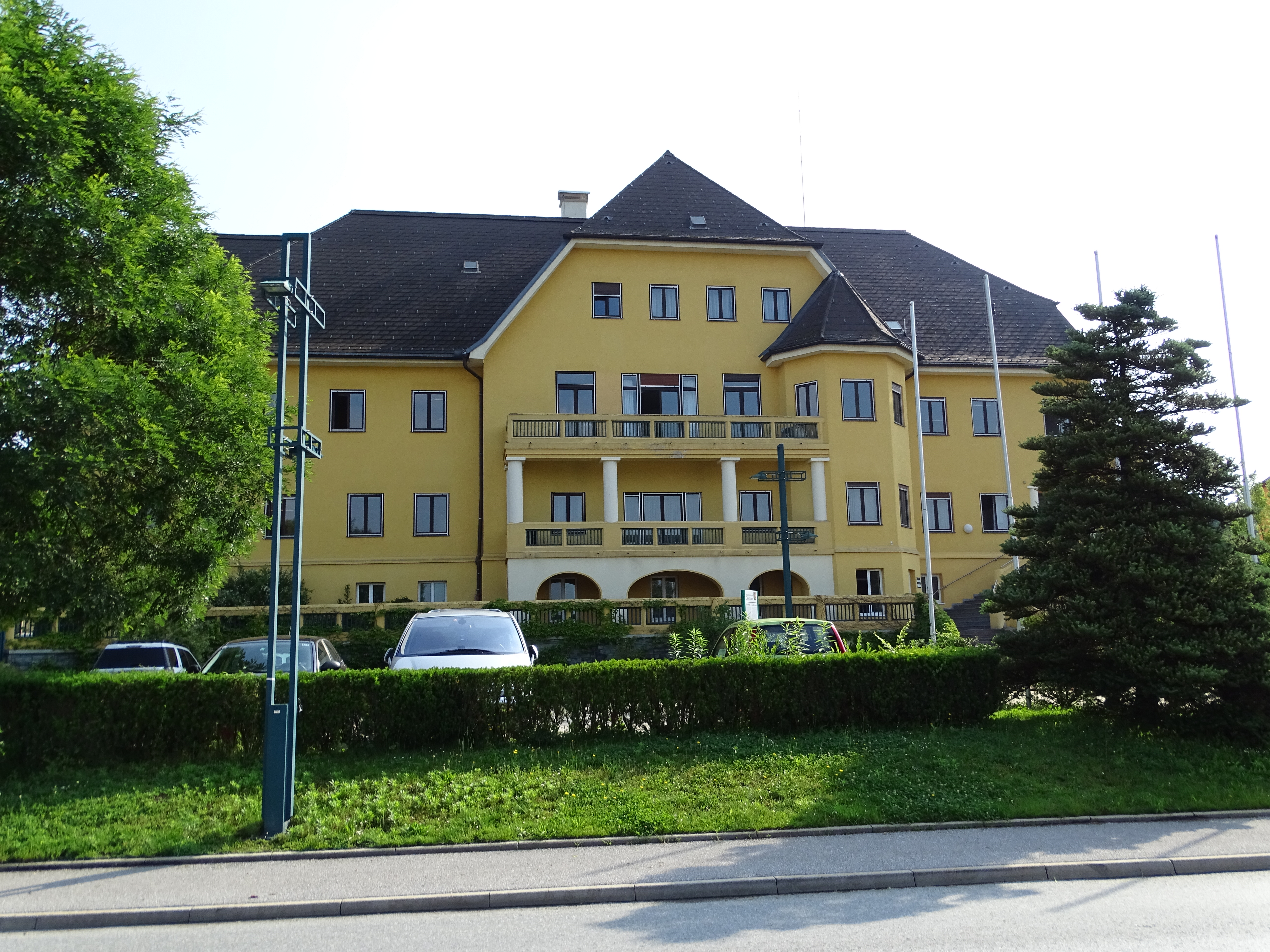
Gemeindeamt

### Gemeinderat
Der Gemeinderat hat 25 Mitglieder.
- Gemeinderatswahlen in der Steiermark 2000: SPÖ 19, ÖVP 4, FPÖ 2.
- Gemeinderatswahlen in der Steiermark 2005: SPÖ 21, ÖVP 3, FPÖ 1.[4]
- Gemeinderatswahlen in der Steiermark 2010: SPÖ 18, ÖVP 4, FPÖ 2, Grüne 1.[5]
- Gemeinderatswahlen in der Steiermark 2015: SPÖ 9, FPÖ 7, Grüne 5, ÖVP 4.[6]
- Gemeinderatswahlen in der Steiermark 2020: SPÖ 13, ÖVP 4, Grüne 4, FPÖ 3, Bürgerliste 1.[7]
- Gemeinderatswahlen in der Steiermark 2025: SPÖ 17, FPÖ 4, ÖVP 2, Grüne 2.[8]

### Bürgermeister
- 1987–2009 Elmar Fandl (SPÖ)[9]
- 2009–2015 Ernest Kupfer (SPÖ)
- 2015–2022 Helmut Weber (SPÖ)
- seit 2022 Michael Feldgrill (SPÖ)

### Wappen
Wappenbeschreibung:
„Ein gespaltener Schild. Die vordere Hälfte ist von Silber und Grün schräglinks geteilt; in der unteren Feidung sind drei goldene Kornähren fächerartig übereinander gelegt. Die rückwärtige Schildhälfte ist rot tingiert und von einem schräglinken silbernen Balken durchzogen, der oben und unten von je einer silberfarbenen Papierrolle begleitet wird. Den Schild umgibt eine bronzefarbene ornamentierte Randeinfassung.“
Zum Markt erhoben mit 20. Mai 1922 (LGB1. 1922, Nr. 168).1922 November 20, Wien. Wappenverleihung durch das Bundesministerium für Inneres und Unterricht.

### Partnergemeinde
Partnergemeinde von Gratkorn ist Palazzolo dello Stella in Italien.

## Persönlichkeiten

### Söhne und Töchter der Gemeinde
- Karl Ruprecht (1910–1986), österreichischer Volkskundler, geboren und aufgewachsen in Gratkorn
- Karl Rinner (1912–1991), österreichischer Geodät, geboren und aufgewachsen in Gratkorn
- Manuela Elser (* 1993), Schriftstellerin und 3D-Grafikerin für Fantasyliteratur, geboren und aufgewachsen in Gratkorn

### Ehrenbürger der Gemeinde
Ehrenbürger der Gemeinde sind:
- 1981: Jakob Preitler, Landtagsabgeordneter
- 1981: Alfred Rinner, Vizebürgermeister
- 1981: Max Mathans, Oberschulrat
- 1981: Alexander Worm, Vorstandsmitglied
- 1982: Erwin Justich, Obermedizinalrat
- 1982: Emil Kschir, Obermedizinalrat
- 1982: Karl Rinner, Geodät
- 1984: Herbert Pock, Generaldirektor Leykam
- 1989: Willibald Konrad, Oberschulrat
- 1989: Kurt Roth, Gemeinderat
- 1991: August Feldgrill, Bürgermeister
- 2005: Heinz Ober, Vizebürgermeister
- 2005: Karl-Heinz Frommknecht, Vizebürgermeister
- 2017: Heribert Huber, Obmann der Markt- und Werkskapelle
- 2023: Katharina Wess, ehem. Gemeinderätin und Vorstandsmitglied
- 2023: Karlheinz Pöschl, ehem. Gemeinderat und Vorstandsmitglied,
- 2023: Georg Hemmer, ehem. Gemeinderat
- 2023: Franz Schlögl, ehem. Gemeinderat und Vizebürgermeister